# Ferme au Pouldu (Sérusier)
Pour les articles homonymes, voir Ferme au Pouldu.
Ferme au Pouldu est un tableau réalisé par le peintre français Paul Sérusier en 1890. De format vertical, cette huile sur toile est un paysage qui représente une ferme au Pouldu, un village côtier de la commune de Clohars-Carnoët, dans le Finistère. Une paysanne en costume breton se tient debout dans la cour. Reçue en don en 2000, l'œuvre est conservée à la National Gallery of Art, à Washington, aux États-Unis.